# Komet Shoemaker-Levy 8
 ali 
Komet Shoemaker-Levy 8 (uradna oznaka je 135P/Shoemaker-Levy 8) je periodični komet z obhodno dobo okoli 7,5 let. 
Komet pripada Jupitrovi družini kometov .

## Odkritje[4]
Komet so odkrili ameriška astronoma Carolyn Jean Spellmann Shoemaker in Eugene Merle Shoemaker  ter kanadski astronom David H. Levy na forografski plošči, ki je bila posneta 5. aprila 1992 na Observatoriju Palomar v Kaliforniji, ZDA. Nekaj dni pozneje ga je na ploščah, ki so bile posnete 30. marca, našel tudi A. Savage na Observatoriju Siding Spring v Avstraliji.

## Lastnosti
Jedro kometa ima premer 3,8 km 
Kometa ne zamenjujmo z znanim kometom Komet Shoemaker-Levy 9 (D/1993 F2), ki je znan po tem, da je padel na Jupiter v letu 1994.